# Біленичне
Білени́чне (рос. Беленичное) — присілок у складі Тавдинського міського округу Свердловської області.
Населення — 65 осіб (2010, 73 у 2002).
Національний склад населення станом на 2002 рік: росіяни — 99 %.